# Seelbronn
Seelbronn ist ein Gemeindeteil der Gemeinde Amerdingen im schwäbischen Landkreis Donau-Ries in Bayern.

## Gemeindezugehörigkeit
Die Einöde gehörte schon vor der Gebietsreform in Bayern zu Amerdingen.